# Sericocomopsis orthacantha
Sericocomopsis orthacantha är en amarantväxtart som först beskrevs av Ferdinand von Hochstetter och Paul Friedrich August Ascherson, och fick sitt nu gällande namn av Albert Peter. Sericocomopsis orthacantha ingår i släktet Sericocomopsis och familjen amarantväxter. Inga underarter finns listade i Catalogue of Life.